# John R. Schindler
John R. Schindler (* 31. Oktober 1969) ist ein US-amerikanischer Historiker, Autor, Sicherheitsberater und ehemaliger Nachrichtendienstmitarbeiter.
Von 1996 bis 2004 war Schindler Mitarbeiter der NSA, unter anderem war er als Nachrichtendienstanalytiker tätig. In Fragen der Gegenspionage in Osteuropa und im Nahen Osten, arbeitete er eng mit anderen Regierungsbehörden zusammen. 2005 bis 2014 war er Professor für nationale Sicherheitsangelegenheiten („national security affairs“) am Naval War College. Nachdem das Naval War College 2014 über Vorwürfe informiert worden war, dass er Bilder seines Penisses mit sexuell explizitem Text in privaten Mitteilungen verschickt hatte, wurde er beurlaubt.
Schindler besitzt die akademischen Titel Bachelor (B.A.) und Master (M.A.) der University of Massachusetts sowie den Doktortitel (Ph.D.) der McMaster University. Er schrieb eine Kolumne zu Sicherheitsfragen beim 2016 eingestellten New York Observer.

## Schriften (Auswahl)
- Isonzo : the forgotten sacrifice of the Great War. 2001.
- Yugoslavia's first ethnic cleansing : The expulsion of the Danubian Germans, 1944–1946. In: Steven Béla Várdy, T. Hunt Tooley (Hrsg.): Ethnic cleansing in twentieth-century Europe. 2003, S. 359–372.
- Unholy Terror : Bosnia, Al-Qa'ida, and the Rise of Global Jihad. Zenith Imprint, St. Paul 2007, ISBN 978-1-61673-964-5.
- The Terrorist Perspectives Project : strategic and operational views of Al Qaida and associated movements. 2008.
- Balkan Breakthrough : The Battle of Dobro Pole 1918. In: First World War Studies. Band 4, Nr. 1, März 2013, S. 136 f.
- Bild.de: NSA-Skandal: Wie Snowdens schöne Geschichte langsam zerfällt. 15. Juni 2015, abgerufen am 24. Januar 2018.
- Fall of the Double Eagle : The Battle for Galicia and the demise of Austria-Hungary. 2015.